# Hubert Opperman
Sir Hubert Ferdinand Opperman, född 29 maj 1904 i Rochester, Victoria, död 18 april 1996 i Wantirna, Victoria, var en australisk tävlingscyklist och politiker
Opperman vann 1931 det 1 186 km långa loppet Paris–Brest–Paris på rekordtiden 49 timmar 23 minuter och 30 sekunder och cyklade 1934 den 1 486 km långa sträckan Land's End–John o' Groats (Englands sydligaste punkt till Skottlands nordspets) på 2 dagar 9 timmar och 1 minut, 4 timmar 21 minuter bättre än det föregående rekordet. Han fortsatte omedelbart till 1 000 miles (1 609 km), som han tillryggalade på 3 dagar 2 timmar och 15 minuter. Opperman satte dessutom världsrekord i 12 timmars soloåkning med 391,790 km.